# Alcanena
Alcanena és un municipi portuguès, situat al districte de Santarém, a la regió del Centre i a la subregió de Médio Tejo. L'any 2006 tenia 14.700 habitants. Es divideix en 10 freguesias. Limita al nord amb Batalha i Ourém, a l'est amb Torres Novas al sud i oest amb Santarém i al nord-oest amb Porto de Mós. El municipi fou creat el 1914 per desannexació de freguesias de Santarém i Torres Novas.

## Població
| Població del concelho d'Alcanena (1920 – 2004) | Població del concelho d'Alcanena (1920 – 2004) | Població del concelho d'Alcanena (1920 – 2004) | Població del concelho d'Alcanena (1920 – 2004) | Població del concelho d'Alcanena (1920 – 2004) | Població del concelho d'Alcanena (1920 – 2004) | Població del concelho d'Alcanena (1920 – 2004) |
| ---------------------------------------------- | ---------------------------------------------- | ---------------------------------------------- | ---------------------------------------------- | ---------------------------------------------- | ---------------------------------------------- | ---------------------------------------------- |
| 1920                                           | 1930                                           | 1960                                           | 1981                                           | 1991                                           | 2001                                           | 2004                                           |
| 10207                                          | 11122                                          | 14773                                          | 14287                                          | 14373                                          | 14600                                          | 14763                                          |

## Freguesies
- Alcanena
- Bugalhos
- Espinheiro
- Louriceira
- Malhou
- Minde
- Moitas Venda
- Monsanto
- Serra de Santo António
- Vila Moreira